# عاليهن (حديبو)

تعديل مصدري - تعديل

عاليهن هي إحدى قرى مديرية حديبو التابعة لمحافظة سقطرى، بلغ تعداد سكانها 54 نسمة حسب تعداد اليمن لعام 2004.